# Немоление за царя
Немоле́ние за царя́ — догмат в старообрядчестве, отрицающий необходимость совершения молитвы за правящего монарха Русского царства, а затем Российской империи. Отрицание традиционного для Православной церкви обычая среди старообрядцев известно уже на раннем этапе Раскола. В XVIII веке учение было включено в общий контекст эсхатологии старообрядчества и связано с представлением об императоре Петре I как Антихристе. Поскольку все подданные Российского государства обязаны были совершать богомолие за государя в табельные и праздничные дни, этот факт стал предметом пристального внимания властей. С конца 1730-х годов немоления придерживаются только радикальные направления беспоповцев.

## Историческое развитие
Как отмечает исследователь старообрядчества П. С. Смирнов, вопрос не касался «чрезвычайной» молитвы, в которой моление осуществлялось с целью направить правителя на путь единомыслия с расколом. Уже в XVII веке одни расколоучители требовали молитву за царя, другие её отрицали. Так, в книге «Щит веры» инок Авраамий мысленно обращаясь к царю как к мучителю («ты ныне нечестивый еретик и отступник православныя веры и восточныя соборныя церкви, и новый же в Руси царь, мучитель и гонитель святых»), одновременно сообщал, что «Богу по силе моей молюся о здравии государском, и о спасении и утверждении царства его». Аналогичной позиции придерживался и протопоп Аввакум. Противоположный пример встречается в ходе осады Соловецкого монастыря, когда на состоявшемся там 28 декабря 1673 года соборе келарь Нафанаил Тугин и ряд других ругали царя, а некоторые сотники грозились прекратить защиту монастыря, если моления за царя не прекратятся. Ряд других примеров, приведённых Смирновым, показывает, что вопрос вызвал разделение в раннем старообрядчестве.
О состоянии дел к 1718 году известно из доклада архиепископа Нижегородского Питирима Петру I. По его словам, беспоповцы царя в молитвах и тропарях не поминают вовсе, а поповцы поминают «благородным», но не «благочестивым» и «благоверным». Рассматривая Петра I как Антихриста, за него не молились выговцы и федосеевцы. Первые из них были настроены менее радикально, и в 1722 году глава выговцев Андрей Денисов представил 10 доказательств («благословных вин»)в обоснование милостивого отношения императора к выговцам. Обоснование было, в целом, признано верным, но из него не вытекало «благочестие» государя, очевидным образом не являвшегося сторонником старой веры. В результате догмат немоления был связан с идеей о том, что император принадлежит церкви, в которой царствует Антихрист, и потому молиться за него бессмысленно. В то же время признание заслуг Петра как правителя, независимо от содержания его веры, возражения не вызывало. В обращении к Екатерине I в 1724 году по случаю её коронации, императрица называлась разнообразными хвалебными эпитетами, но не «благочестивой».
В конце 1730-х годов на Выге действовала комиссия О. Т. Квашнина Самарина. Основанием для расследования стал донос, по которому выговцы обвинялись в прельщении и в перекрещивании православных, в отрицании брака и в том, что всех царей, архиереев и патриархов после Никона считают «неблагочестивыми и некрещеными» и не поминают за богослужением никого из царствующего дома. Последнее обвинение считалось наиболее тяжким. В ходе внутренних споров звучали призывы не уступать и к самосожжению, но победило умеренное крыло, и моление за государя было введено. Несогласные отделились и образовали филипповское согласие. Также против «царского богомолия» возражали федосеевцы. Со второй половины XVIII века филипповцы, сохранив критическое отношение к государю, допускали возможность подчинения ему.
По классификации, составленной в 1839 году Министерством внутренних дел Российской империи, отвергающие молитву за царя беспоповцы относились к категории «вреднейших» сект. Данное поведение считалось предосудительным и позднее. В аналитической записке, составленной для комиссии под председательством князя А. Б. Лобанова-Ростовского, П. И. Мельников писал: «Они не поминают Государя в своих молитвах — это правда, но кто из первых вооружился в 1863 году в Западном крае против мятежных поляков? — Федосеевцы. Кто ловил и представлял по начальству распространителей золотых грамот и возмутительных прокламаций? — Федосеевцы. В синодальной классификации 1842 года сказано про них: „Они всякую власть нынешнего времени почитают антихристовой“ — это правда. Но в этом ужасного нет ничего. Это фигуральное выражение в переводе на обыкновенный язык значит: признают власти нынешнего времени не принадлежащими к их секте, что совершенно справедливо».

## Позиция официального православия
Аргументацию в пользу моления и в опровержение раскольников суммировал деятель единоверчества XIX века архимандрит Павел (Леднев). Евангелие от Луки повествует о галилеянах, чью кровь Понтий Пилат смешал с жертвами (Лк. 13:1—3). Иисус Христос, отвечая на сообщение об их гибели, отвергает мнение, будто они пострадали как величайшие грешники, предупреждая: без покаяния все погибнут подобным образом. Толкование в Евангелии Благовестном уточняет: галилеяне под руководством Иуды отказывались именовать кесаря господином, приносить установленные Моисеем жертвы, запрещали жертвы за римское язычество и царя. Пилат, справедливо негодуя, приказал казнить их у жертвенников. Таким образом, незаконное страдание не искупило грехи, а привело к гибели. Толкователи Евангелия не осуждают Пилата за убийство галилеян, а оправдывают его, называя негодование справедливым.
Апостол Павел в Первом послании к Тимофею заповедует творить моления, молитвы, ходатайства и благодарения за всех людей, за царя и власти, дабы жить тихо и безмятежно (1Тим. 2:1—4). Святой Иоанн Златоуст поясняет: священник обязан молиться за всех, как и Бог. Молитвы разрушают вражду с внешними. Он подчеркивает: на богослужениях ежедневно молятся за весь мир, царей и властителей. Возражение, будто молиться следует лишь за верных, Златоуст отвергает, указывая на повеление молиться за царей, которые тогда были нечестивы. Спасение верующих зависит от спокойствия, которое обеспечивается властями, учреждёнными Богом для общей пользы. Неуместно принимать защиту от властей, но отказываться молиться за них, несущих тяготы. Молитва за власти — не лесть, но праведное дело. В Послании к Римлянам апостол предписывает: «Всяка душа властем предержащим да повинуется» (Рим. 13:1, 2), что Иоанн Златоуст поясняет так: повиноваться обязаны все, включая апостолов, пророков и благовестников, без ущерба благочестию. Противящийся власти противится Божию установлению. Златоуст предупреждает о суровом наказании за неповиновение: Бог подвергнет великой муке, и люди не защитят преступившего.
Суммируя свидетельства Евангелия, апостольских посланий и святоотеческого учения, архимандрит Павел утверждает: во-первых, учение о немолении за царей, даже неверных, свойственно лишь еретикам вроде Иуды Галилеянина; во-вторых, пострадавшие за данное учение не удостаиваются мученического венца, но осуждаются на погибель, согласно словам Христа. Апостольское учение, изложенное Златоустом, предписывает молитву за неверных царей как справедливый долг, ибо они несут военные тяготы вместо подданных. Отказ молиться вынудил бы самих христиан воевать или скитаться. Златоуст подчёркивает: молитвы за неверных царей, включая литургическое поминовение, необходимы для обеспечения спокойной жизни верных. Противление власти равносильно противлению Богу, влечёт суровую кару. Если апостол повелевал молиться за язычников-царей вроде Нерона, то учение федосеевцев и филипповцев об отказе молиться за христианских царей, исповедующих Троицу, противоречит евангельскому, апостольскому и святоотеческому учению. Страдание за данное учение не принесёт награды, но согласно Евангелию приведёт к осуждению.